# 정현경 (성우)
정현경(1974년 10월 19일 ~ )은 대한민국의 성우이다. 1997년 KBS 26기 공채 성우로 데뷔하였으며, 2000년부터 프리랜서로 일한다. 성우 김승태와 결혼했다.

## 출연 작품

### 애니메이션
- 미르모 퐁퐁퐁 (SBS) - 파피
- 카드왕 믹스마스터 (KBS) - 펜릴
- 아야시노 세레스 (애니원) - 제니(치도리)
- 마호로매틱 (시넥서스) - 강소영
- 다오배찌 붐힐대소동 (KBS) - 디지니
- 데블 파이터 (KBS) - 핑키 / 진 선생님
- 리틀 아인슈타인 (KBS) - 퀸시
- 우주용사 버즈 (KBS) - 미라 노바
- 타잔 (KBS) - 나오 / 어린 타잔
- 채채퐁 김치퐁 (KBS) - 가게 여주인 / 아름이
- 스페이스 힙합덕 (KBS) - 메가폰 꽃2 / 잼잼 버기
- 애플캔디걸 (KBS) - 찌루
- 우정의 그라운드 (KBS) - 유카리
- 최종병기 그녀 (애니원) - 세이코
- 크러시기어 (KBS) - 신비도 / 정아롬
- 테니스의 왕자 (SBS) - 나맹기 / 배소현 기자
- 은하공주 디지캐럿 (KBS) - 장난제
- 제이크와 네버랜드 해적들 (디즈니 채널) - 커비
- 브리스톨 탐험대 (KBS)
- 수왕성 (애니맥스) - 티즈
- 디그레이맨 (애니맥스) - 리나리 리
- 무한의 리바이어스 (애니원) - 네야
- 러브 in 러브 (애니원) - 스우
- 메다로트 (챔프) - 브라스 / 이태산
- 반드레드 (챔프) - 메이어
- 하늘이와 구름요정 (애니원) - 용용이 / 미사 선생님
- 디어 보이즈 (애니원) - 신연선
- D.N.ANGEL (애니원) - 엄마 / 비앙카 / 마리 / 고모 / 시간의 초침
- 금붕어 주의보 (애니원) - 욱이 엄마
- 우리사이 짱이야 (KBS) - 담임선생님
- 세이버 마리오넷 R (애니맥스) - 블러드베리
- 세이버 마리오넷 J (애니맥스) - 블러드베리 / 소년
  - 세이버 마리오넷 J to X (애니맥스) - 블러드베리
  - 세이버 마리오넷 J Again (애니맥스) - 블러드베리
- 카미츄! (애니맥스) - 사에구사 마츠리
- 오! 나의 여신님 (애니맥스) - 하세가와 소라 / 린드
- 엑스 드라이버 OVA (애니박스) - 리사 / 여자 / 어린 아이1
- 천지무용 한 여름밤의 이브 (애니박스) - 와슈
  - 천지무용 in LOVE (애니박스) - 와슈
    - 천지무용 in LOVE2 (애니박스) - 와슈
- 천지무용 양황귀 OVA (애니박스) - 소년 텐치
- 라스트 엑자일 (애니박스) - 라비
- 독수리 오형제 극장판 (애니박스) - 진페이 4호
- 스모모모모모모 ~지상최강의 신부~ (애니박스) - 코가네이 텐치 / 키누
- 다카하시 루미코 극장 - 인어의 숲 (애니원) - 토와
- 비밀요원 터프퍼피 (니켈로디언) - 페그 퍼피
- 이나중 탁구부 (XTM) - 오솔미
- 명탐정 코난 (KBS) - 박두나
- 조이드 신세기제로 (챔프) - 제이미
- 검볼 (카툰네트워크)
- 바사라 (KBS) - 센쥬
- 헌터X헌터 리메이크 (애니맥스) - 즈시
- 후로티 로봇 (재능TV) - 피치걸
- 꼬마신랑 쿵도령 (KBS) - 연화
- 도리를 찾아서 - 아내 물고기
- 카 3: 새로운 도전 - 리지
- 킴파서블(KBS) - 모니크 / 보니
- 모아나 - 마을 사람
- 스파이 지니어스 - 아이즈
- 라야와 마지막 드래곤 - 꼬리 족장

### 방송
- 통일 열차 문화 스페셜 (KBS)
- 이명숙 변호사의 가정법원 (KBS)
- 라디오 독서실 (KBS)
- KBS 무대 (KBS)
- 토요 와이드 (KBS 제1라디오)
- 도전 지구 탐험대 (KBS)
- 도전 골든벨 (KBS)
- 사랑의 유람선 (KBS)
- 희망 나눔 무지개 (MBC)

### 영화
- 사랑의 굴레(영어판) (SBS)
- 소림축구 (KBS) - 마담(이건인)
- 아저씨 우리 결혼할까요? (SBS) - 요요의 친구(뇌신혜) / 애나(아네이라 최)
- 야마카시 (KBS) - 자말(나심 파이드) / 스파이더의 여친(끌로에 플리포)
- 25살의 키스 (SBS) - 아니타(몰리 섀넌)
- 10일 안에 남자친구에게 차이는 법 (KBS) - 제니(애니 파리스)
- 세 남자와 아기 바구니: 18년 후 (SBS)
- 레지던트 이블 2 (SBS) - 테리(샌드린 홀트)
- 위험한 사돈 (SBS) - 글로디아(에미 레이본느)
- 키스 더 걸 (SBS)
- 보이스 앤 걸스 (KBS)
- 대단한 유혹 (KBS) - 브리지트
- 엔드 오브 데이즈 (KBS) - 고위 신부의 딸(린다 파인)
- 신부와 편견 (KBS) - 라키(피아 라이 초우드하리)
- 다크 블루 올모스트 블랙 (KBS) - 파올라(마르타 에투라)
- 말할 수 없는 비밀 (KBS) - 칭이(증개현)
- 보리밭을 흔드는 바람 (KBS) - 시네드(올라 피츠제럴드)
- 영화소년 샤오핑 (KBS) - 쉬에화(강역굉)
- 마크 오브 엔젤 (KBS) - 토마 외
- 셧 업 (SBS)
- 친밀한 적 (KBS) - 소년병(루네스 마하네)
- 나이트 플라이트 (SBS) - 신시아(제이마 메이스)
- 파르나서스 박사의 상상극장 (KBS) - 관람객(매기 스티드)
- 아메리칸 스플렌더 (KBS) - 조이스(홉 데이비스/조이스 브라브너 본인)
- 슬럼독 밀리어네어 (KBS) - 해외 관광객(미아 드레이크 인더비친)
- 공포의 종합병원 (KBS) - 다니엘(베틀 퀴베닐드 웨링)
- 라 비 앙 로즈 (KBS) - 티틴(엠마누엘 자이그너)
- 셔터 (KBS) - 톤의 아내(차츠차야 차렘폴)
- 쌍웅 (KBS)
- 8명의 여인들 (KBS) - 카트린(루디빈 새그니어)
- 줄리엣을 위하여 (KBS)
- 남자의 세계 (KBS)
- 애니멀 (KBS)
- 나는 네가 지난 여름에 한 일을 알고 있다 (KBS) - 줄리의 대학 친구(라술 제이한)
- 스타쉽 트루퍼스 (KBS) - 디아나디(타미 아드리안 조지)
- E.T. (KBS)
- 소울메이트 (KBS) - 젠젠
- 텀블위즈 (KBS)
- 딜리버리 (KBS) - 애나(에스메 데 라 브레토니에)
- 파 프롬 홈 (KBS)
- 영광의 대가 (KBS) - 그레이스
- 줄리아 (KBS)
- 이보다 더 좋을 순 없다 (KBS) - 캐럴의 음식점 동료(타라 서브코프)
- 엑소시즘 (KBS)
- 동거남녀 (KBS) - 여동생
- 젤리피쉬 (KBS) - 갈리아(일라니트 벤 야코브)
- 로켓 맨 (KBS)
- 아웃랜드 (KBS) - 폴(니콜라스 반스)
- 도시의 블루스 (KBS) - 케시(장 리타 코블러)
- 설원의 윌 (KBS) - 톰
- 웨딩 플래너 (SBS) - 페니 (주디 그리어)
- 라붐 2 (SBS)
- 미녀와 야수 - 클로틸데(헤이든 귄)
- 해바라기 (KBS)
- 비밀과 거짓말 (SBS)
- 크루엘라 - 기자(헬렌 다우닝)

### 외화
- 샌디베이의 악동들 (KBS) - 디나(사스키아 버미이스터)
- 제너레이션 워 (CNTV) - 그레타 뮐러(캐서리나 슈틀러)
- 리포터즈 (KBS) - 엘자(아이사투 디옵)
- 콜드 케이스 (KBS) - 보니타
- 호텔 바빌론 (KBS) - 안나 쏜튼-윌튼(엠마 피어슨)
- 슈퍼 볼케이노 (KBS) - 낸시(제니퍼 코핑)
- 리치 리치(넷플릭스) - 하퍼 리치(로렌 테일러)
- 마법사 멀린 (KBS) - 니무에(미셸 라이언)
- 뿌리(하이라이트TV) - 엘리자베스(케이티 맥기네스) / 키지(앰리 처치필드/애니카 노니 로즈) / 오모로 킨테의 아내
- 천사의 손길 (PBC)
- 롬멜 (CNTV)

### 게임
- 진 삼국무쌍 2 - 초선

### TV 광고
- 삼성 에어콘
- 리바이스
- 서울랜드

### 홍보 멘트
- 대림자동차

### 기타
- ARS퀴즈 - 문제 녹음
- 오성텔 - ARS 전화 녹음